# Săgetătorul (constelație)
Săgetătorul este o constelație australă.

## Mitologie
Unii autori susțin că săgetătorul ar fi imaginea lui ChironCentaurul Chiron este considerat ca descoperitorul arcului și primul care a tras o săgeată. Chiron a fost lovit din greșeală de către Heracle cu o săgeată otrăvită cu sângele Hidrei. Pentru a scăpa de durere prin moarte, Chiron renunță la nemurire în favoarea lui Prometeu. După moarte Zeus îl pune pe cer în constelația Săgetătorul, iar pentru alți autori în constelația Centaurul.

## Obiecte cerești

### Nebuloase,roiuri de stele,galaxii
- NGC 6514
- NGC 6559
- NGC 6618
- Nebuloasa Lagună